# Tappert (Sendelbach)
Der Tappert ist ein rechter Zufluss des Sendelbachs im bayerischen Oberfranken. Er verläuft überwiegend im Stadtgebiet von Bayreuth. Sein Unterlauf wurde bereits ab dem 12. Jahrhundert kanalisiert und umgeleitet. Eine erste Karte, auf der dies verzeichnet ist, stammt aus dem Jahr 1745.

## Geographie

### Oberlauf

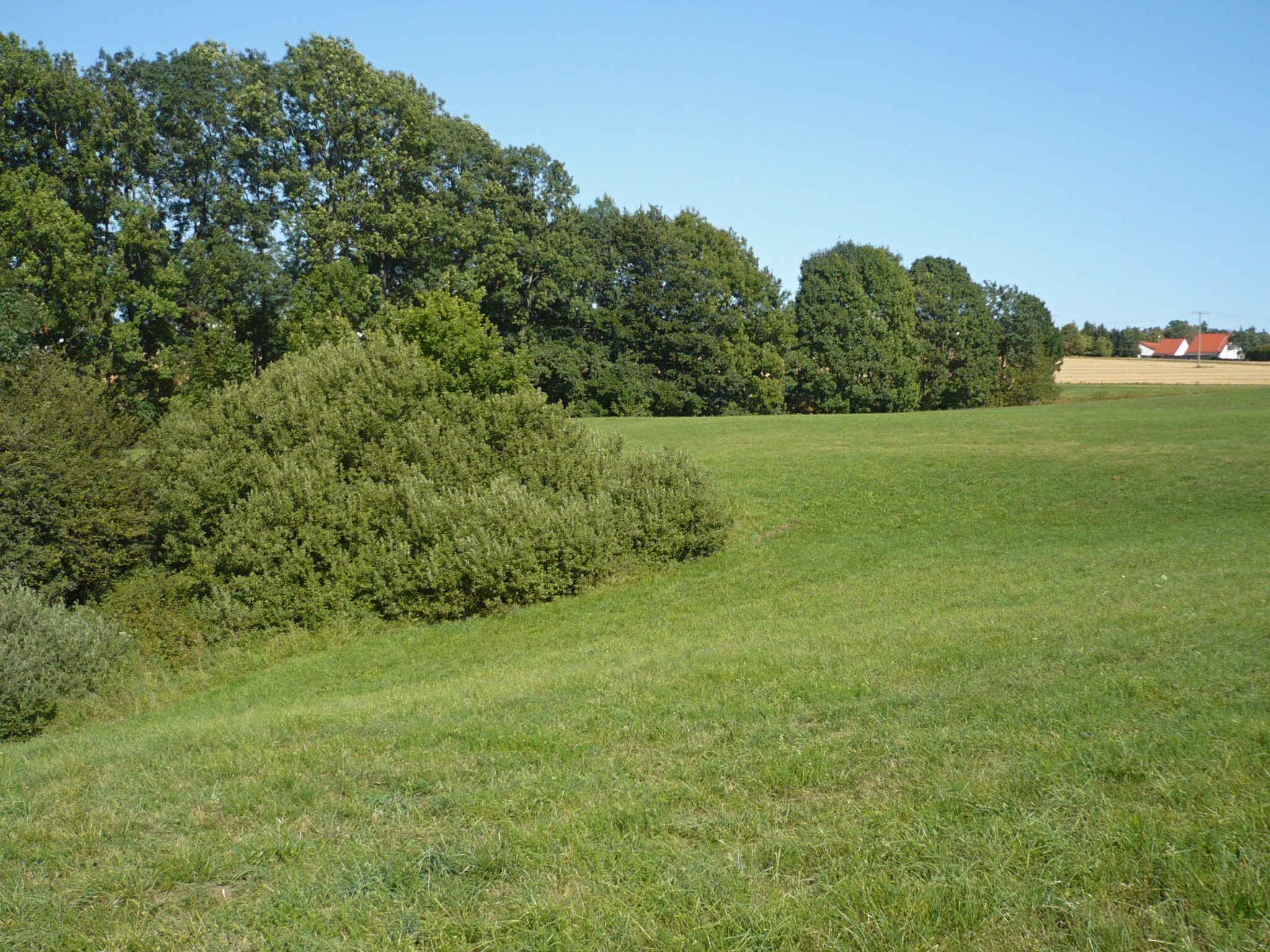
Quellgebiet des Tappert – hinter den Büschen links die Teufelsgrabenquelle, unter den Bäumen im Hintergrund der Schelmgraben

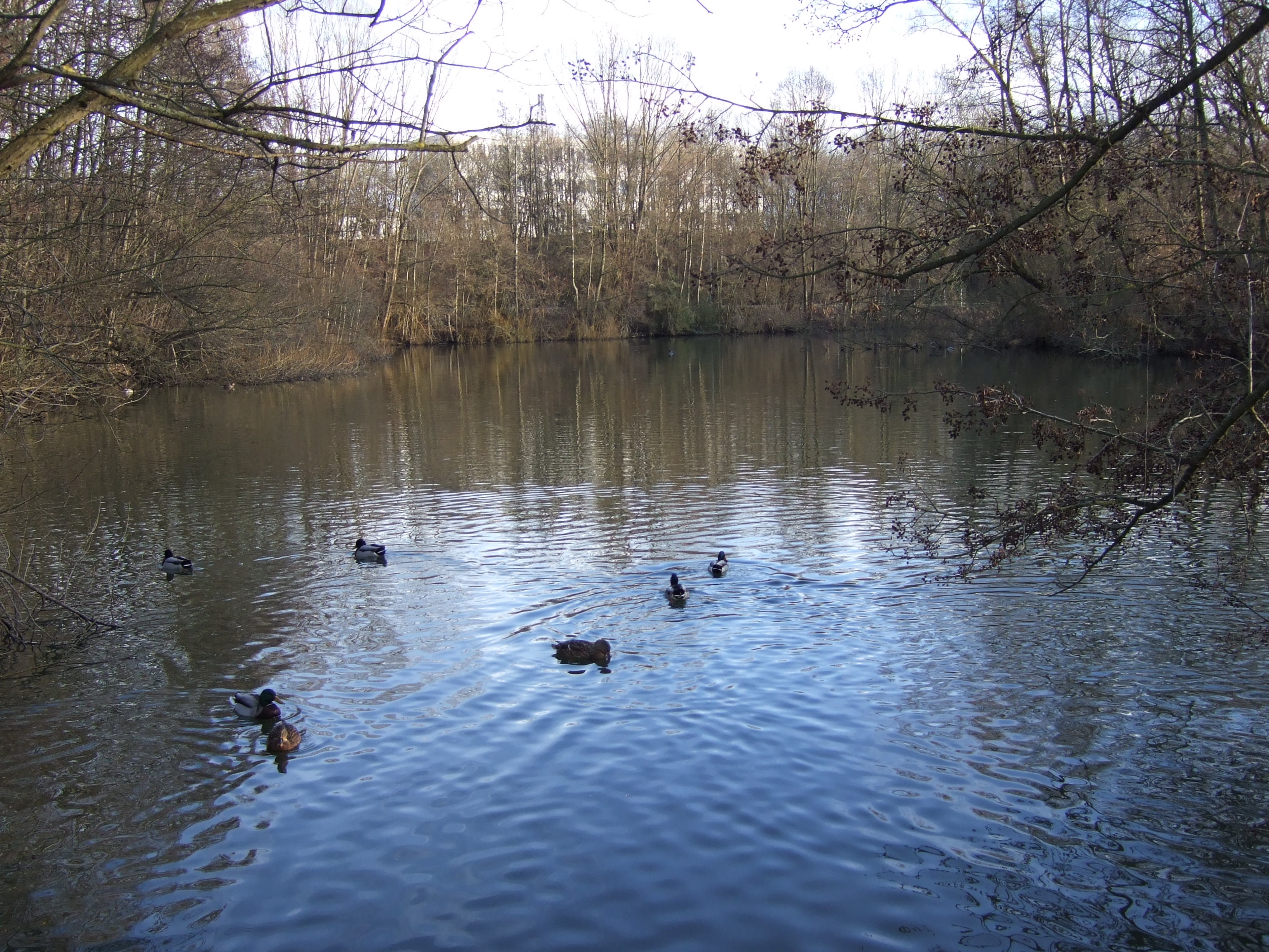
Glasen- oder Kreuzsteinweiher

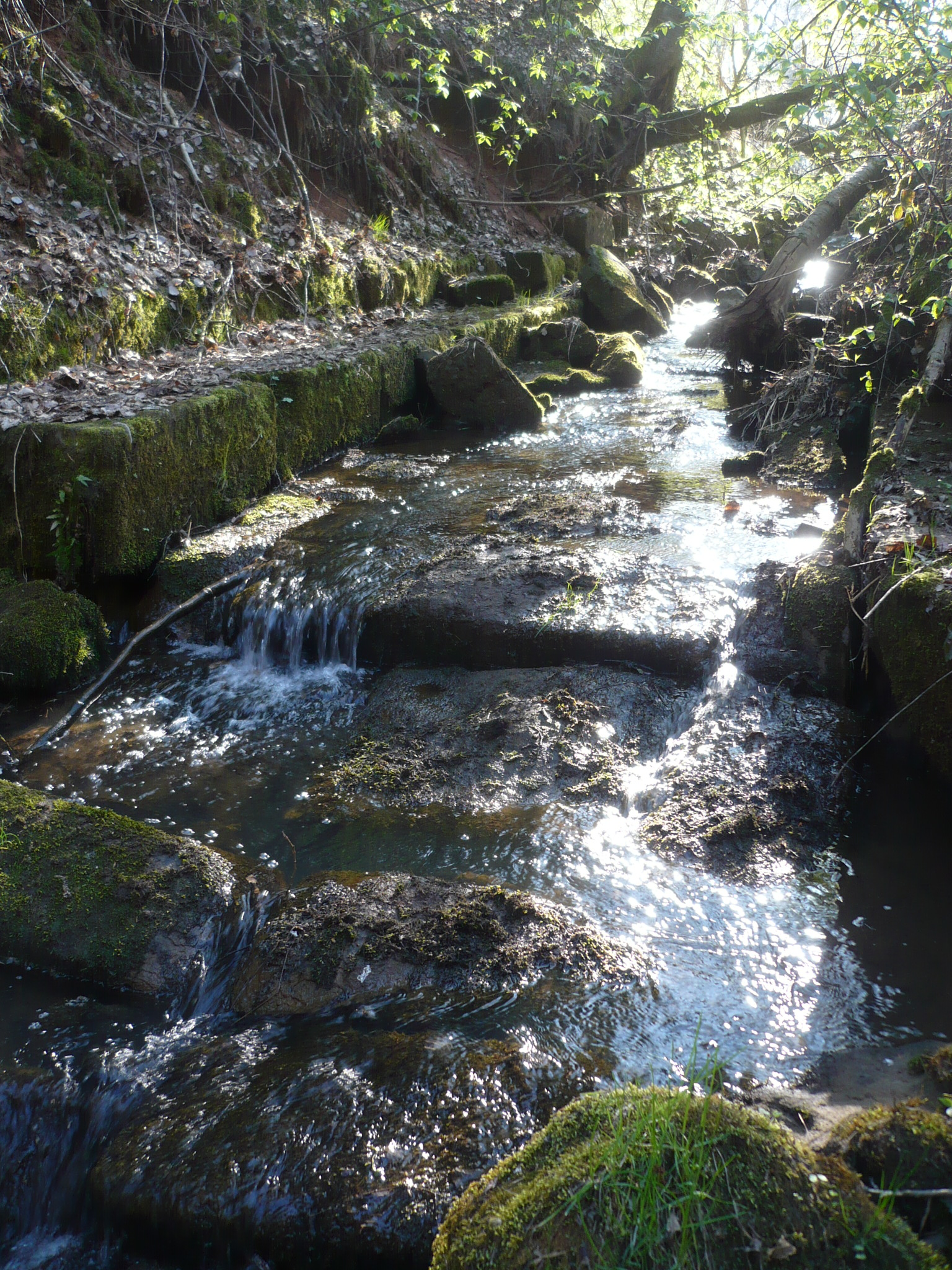
Kanalisierter Tappert südlich Karolinenhöhe

Während nördlich der Hohlmühle die Benennung klar ist, ist die Namensgebung am Oberlauf nicht eindeutig. Auf den meisten Karten heißt der Bach Tappert, die Bewohner der anliegenden Orte von Unternschreez bis Thiergarten nennen ihn jedoch Aubach. In manchen Karten und Publikationen wird der Oberlauf auch als Sendelbach bezeichnet.
Das Quellgebiet des Tappert liegt beim Dorf Unternschreez der Gemeinde Haag im Landkreis Bayreuth. Es gibt keine definierte Quelle, der junge Bach wird aus den Wiesen am Osthang des Sophienbergs gespeist. Mindestens zwei Wasserläufe werden als Ursprung angesehen. Die mündungsfernste Quelle des Oberlaufs (Schelmgraben) liegt am Südrand des Dorfes auf etwa 470 m ü. NN. Sie ist in den Sommermonaten ausgetrocknet, auch der Teufelsgraben führt dann kaum Wasser.
Der Bach fließt zunächst ungefähr in nördliche Richtung, wobei er sich anfangs in waldreicher Umgebung schnell eintieft, bald auf das Bayreuther Stadtgebiet überwechselt und ab dem Stadtteil Thiergarten in einer flacheren Mulde durch die Flur fließt.
Bis dorthin wird er von den Bewohnern der anliegenden Dörfer und Weiler als Aubach bezeichnet, nicht zu verwechseln mit dem nahen Wasserlauf gleichen Namens.
Am Nordrand von Thiergarten speiste er bis in die 1970er Jahre die früheren Bayreuther Löschwasserteiche. Im Brandfall wurden die Wehre geöffnet und das Löschwasser strömte über das (weiter unten beschriebene) künstliche Kanalsystem in die Stadt. Die Weiher wurden mit dem Schutt der 1972 abgebrochenen Prinz-Leopold-Kaserne an der Rathenaustraße weitgehend aufgefüllt. Reste eines Damms und eines Wehrs sowie ein Weiherrest sind im sumpfigen Gebiet südlich des Ortsteils Fürsetz noch erhalten.
Südlich der Ortslage Karolinenhöhe weist der dort von West nach Ost fließende Tappert ein künstlich geschaffenes Bett aus Sandsteinquadern auf. Auf Höhe von Karolinenreuth erreicht er dichter besiedeltes Gebiet, speist dort den Ende der 1960er Jahre geschaffenen Kollerweiher und anschließend zwei namenlose Fischteiche. Kurz vor der ehemaligen Tapperts- oder Hollmühle (erbaut im 12. Jahrhundert, 1482 von den Brüdern Hold gekauft, im Dreißigjährigen Krieg zerstört) wurde er kanalisiert und in Richtung Innenstadt umgeleitet. Aufgabe des Hollmüllers war, den Pegel dieses Kanalsystems konstant zu halten. Das durchströmte Gebiet gehört heute zum Gut Hohlmühle.
Am Wehr südlich der Hohlmühle zweigt der Weiherzufluss zum Hohlmühlweiher ab. Als Abfluss des Sumpfgebiets zwischen den beiden Kanälen nimmt der Sendelbach seinen Anfang. Dessen Topographie legt nahe, dass er dem ursprünglichen Lauf des Tappert vor der Kanalisierung folgt. Kurz nach seinem Ursprung fließt ihm aus dem Weiher mehr Wasser zu, als er dort selbst führt. Zwei weitere Abflüsse des Tappert zum Sendelbach gibt es nördlich der Hohlmühle und am – auch Kreuzsteinweiher genannten – Glasenweiher. Letzterer lag jahrelang trocken; um 1990 wurde er reaktiviert und entwickelte sich zu einem naturnahen Gewässer. Auf einer kleinen Insel brüten Graugänse, auch Eisvögel wurden gesichtet und Biber siedelten sich an. Über ein kompliziertes Überleitungssystem wird der Tappert dort in Richtung Dürschnitz und Innenstadt weitergeleitet.
Zwischen der Dr.-Konrad-Pöhner-Straße und dem Glasenweiher lag das Industriegelände der Firma Zapf, die 2020 die Produktion von Betonfertigteilen aus Bayreuth verlagerte. In diesem Bereich verlief der Tappert unterirdisch in einem Rohr. Im Zuge seiner Renaturierung sollen dort 2025 ein offener, mäandernder Bachlauf und anschließend der Landschaftspark Tappert-Aue entstehen.
Südlich der Dr.-Konrad-Pöhner-Straße entstand 2017 am Rand des Stadtteils Oberkonnersreuth ein 60.000 m² großes, 125 Millionen Liter fassendes Hochwasserrückhaltebecken. Da der Tappert, der dort parallel verlaufende Sendelbach und der Aubach in Richtung Stadt abschnittsweise in Rohren unterirdisch kanalisiert sind, soll der Trockenspeicher im Fall eines Jahrhunderthochwassers ein Überlaufen des Systems verhindern. Solche Ereignisse gab es zuletzt im Februar 1909 und im Januar 1995. Das Wasser der drei Bäche – der Aubach ist zwischen Thiergarten und Fürsetz durch einen Überleiter zum Tappert hin eingebunden – kann bis zu einer Höhe von 6,60 Meter angestaut werden. Die Steuertechnik des über Pegelmessgeräte vollautomatisch funktionierenden Einlaufbauwerks kann auch vom Klärwerk aus bedient werden.

Der Oberlauf mit Quelle und Weihern
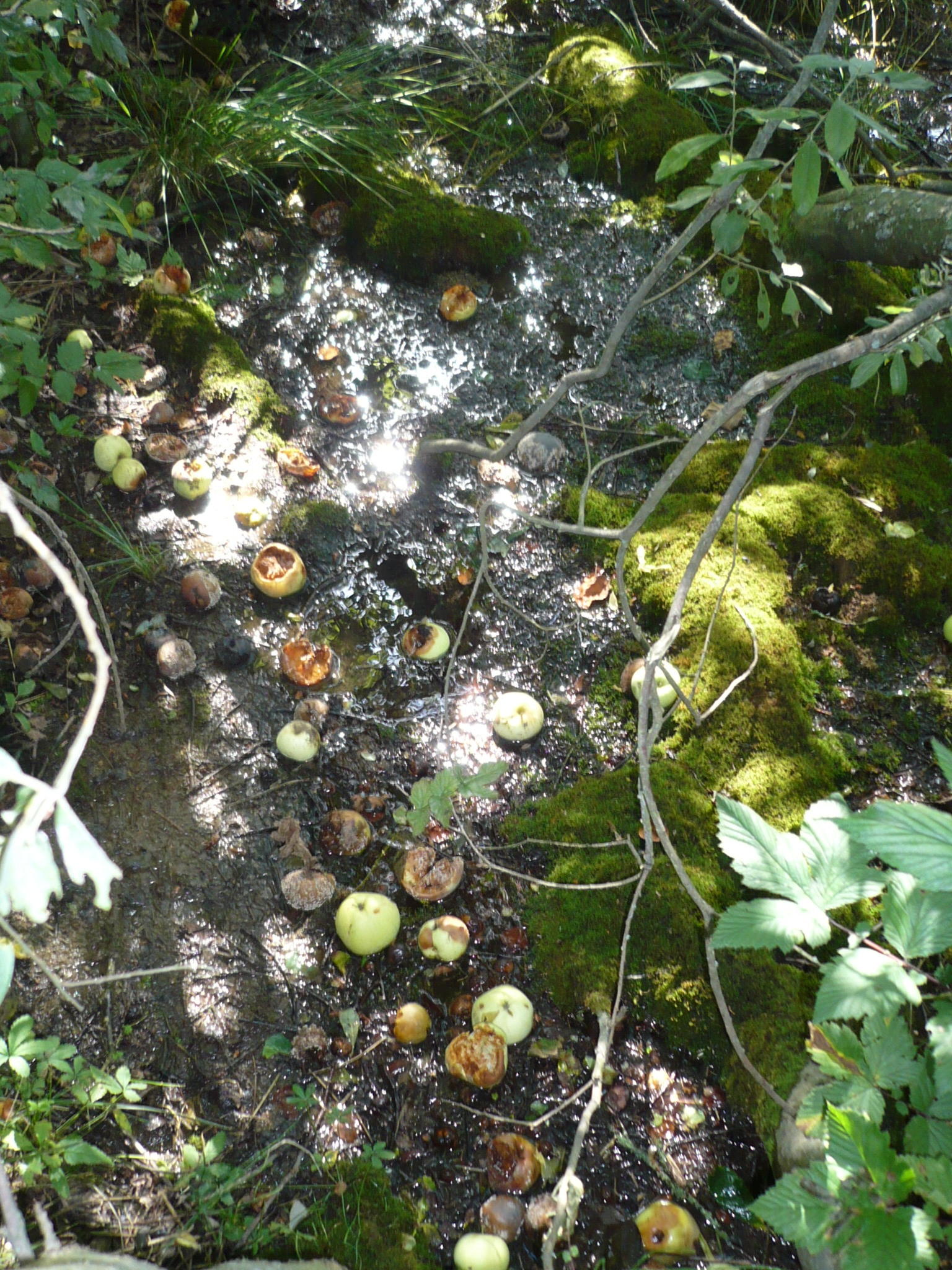
Teufelsgrabenquelle im Gebüsch unter einem Apfelbaum
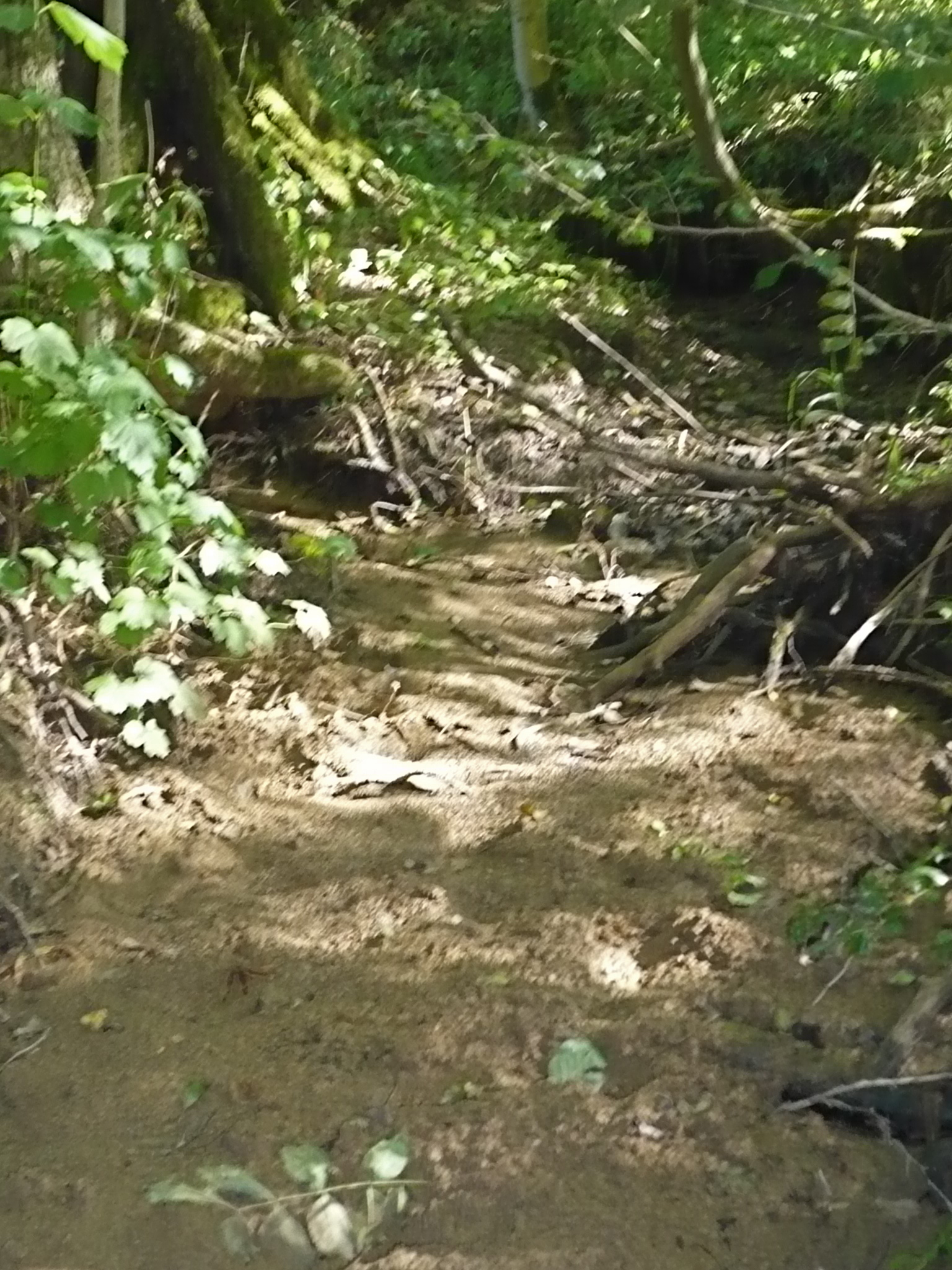
Trockener Oberlauf im Sommer – von links der Schelmgraben, gerade der Teufelsgraben
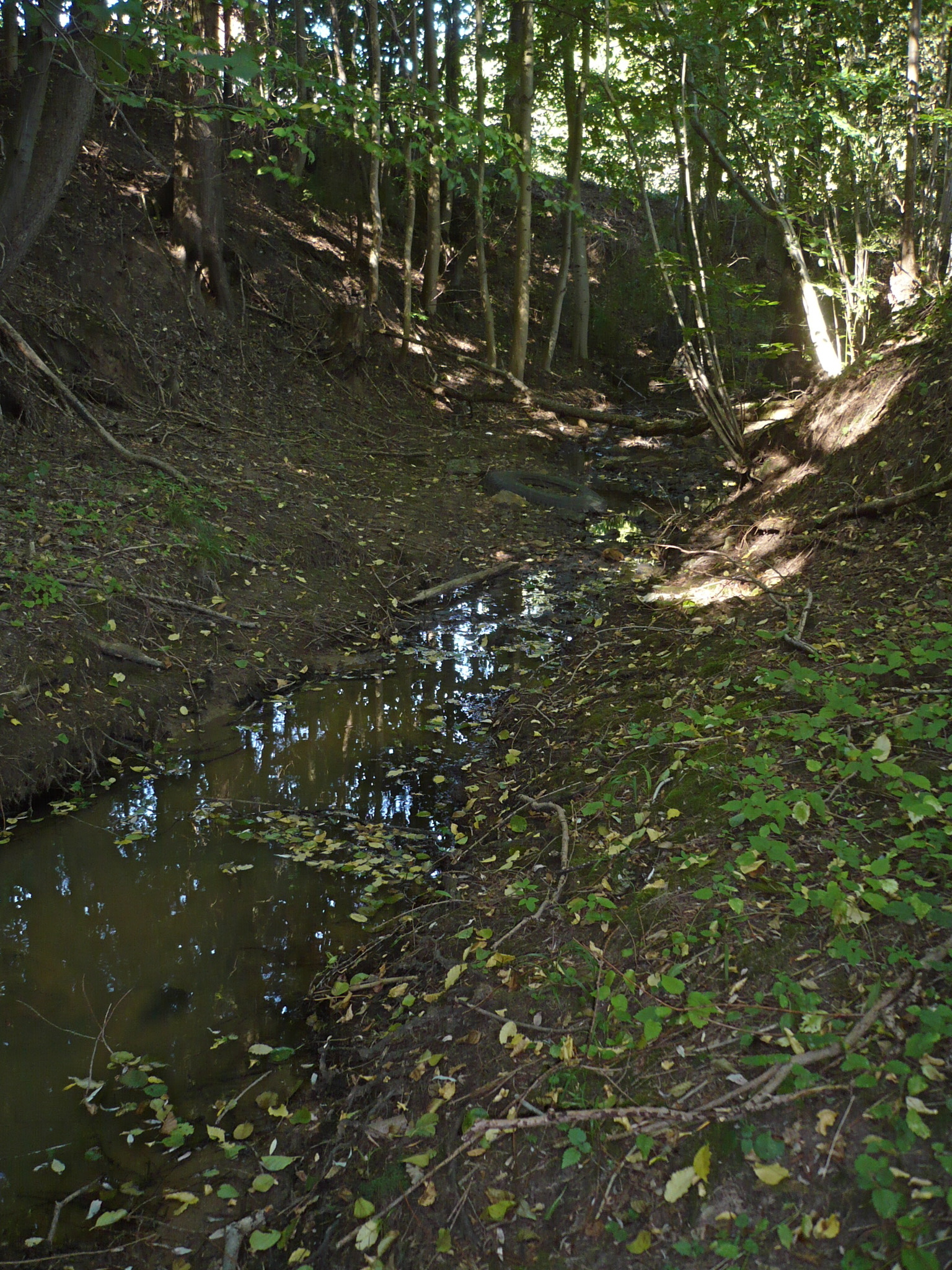
Typisch für den Oberlauf: Tappert bei Bauerngrün
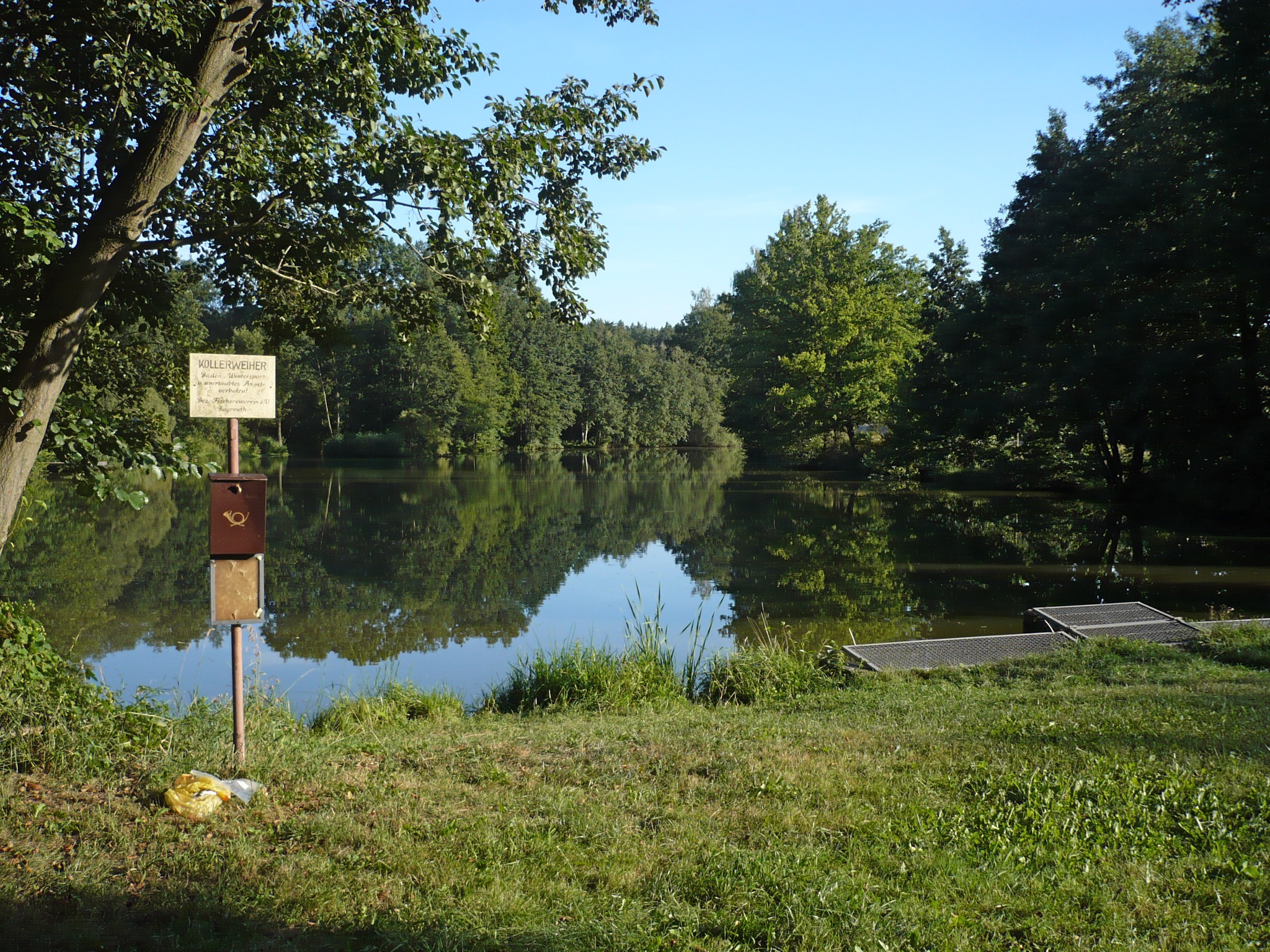
Kollerweiher
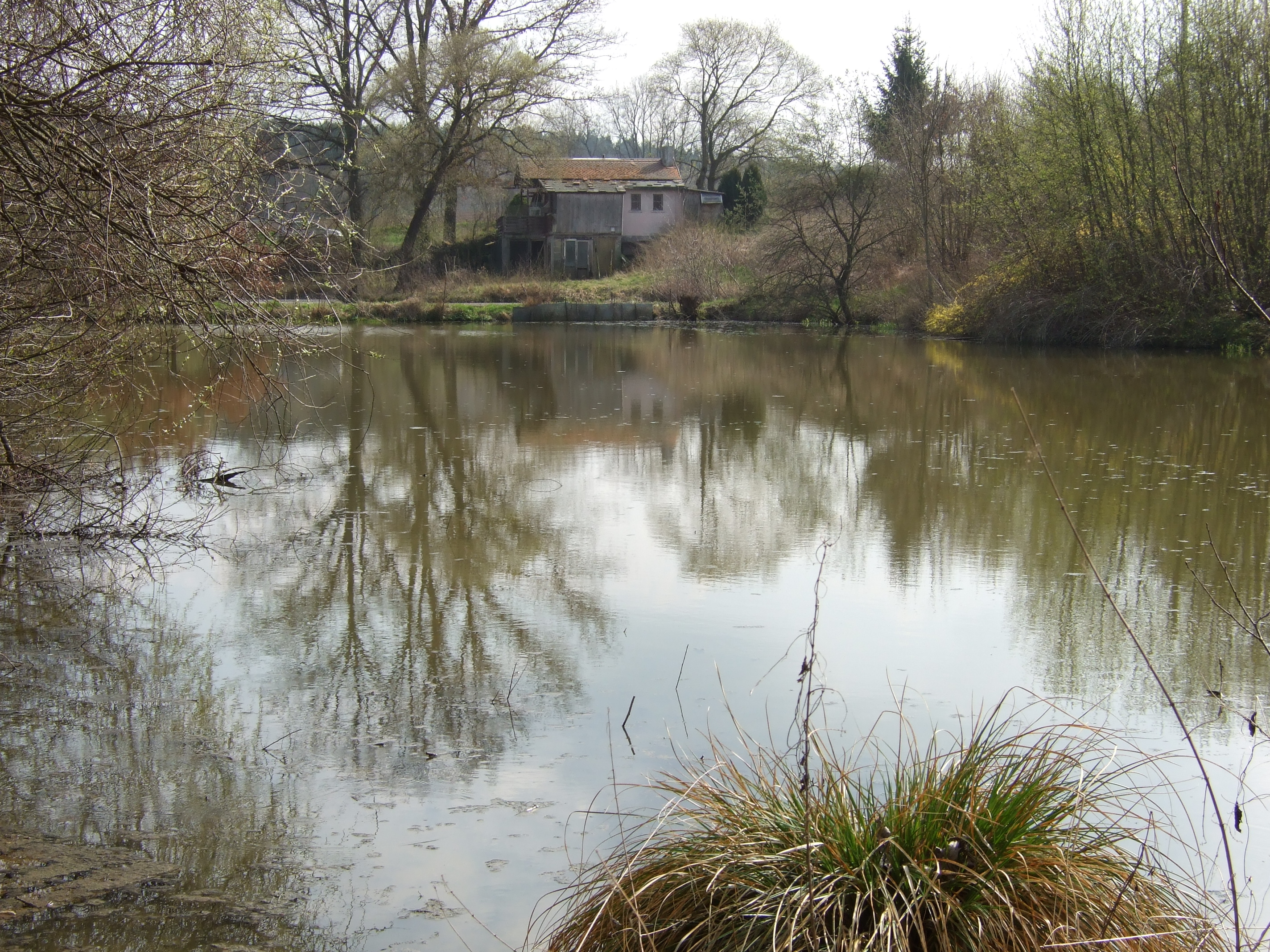
Namenloser Weiher südlich der Hohlmühle

### Kanalsystem

Verlauf des Tappert in der Innenstadt

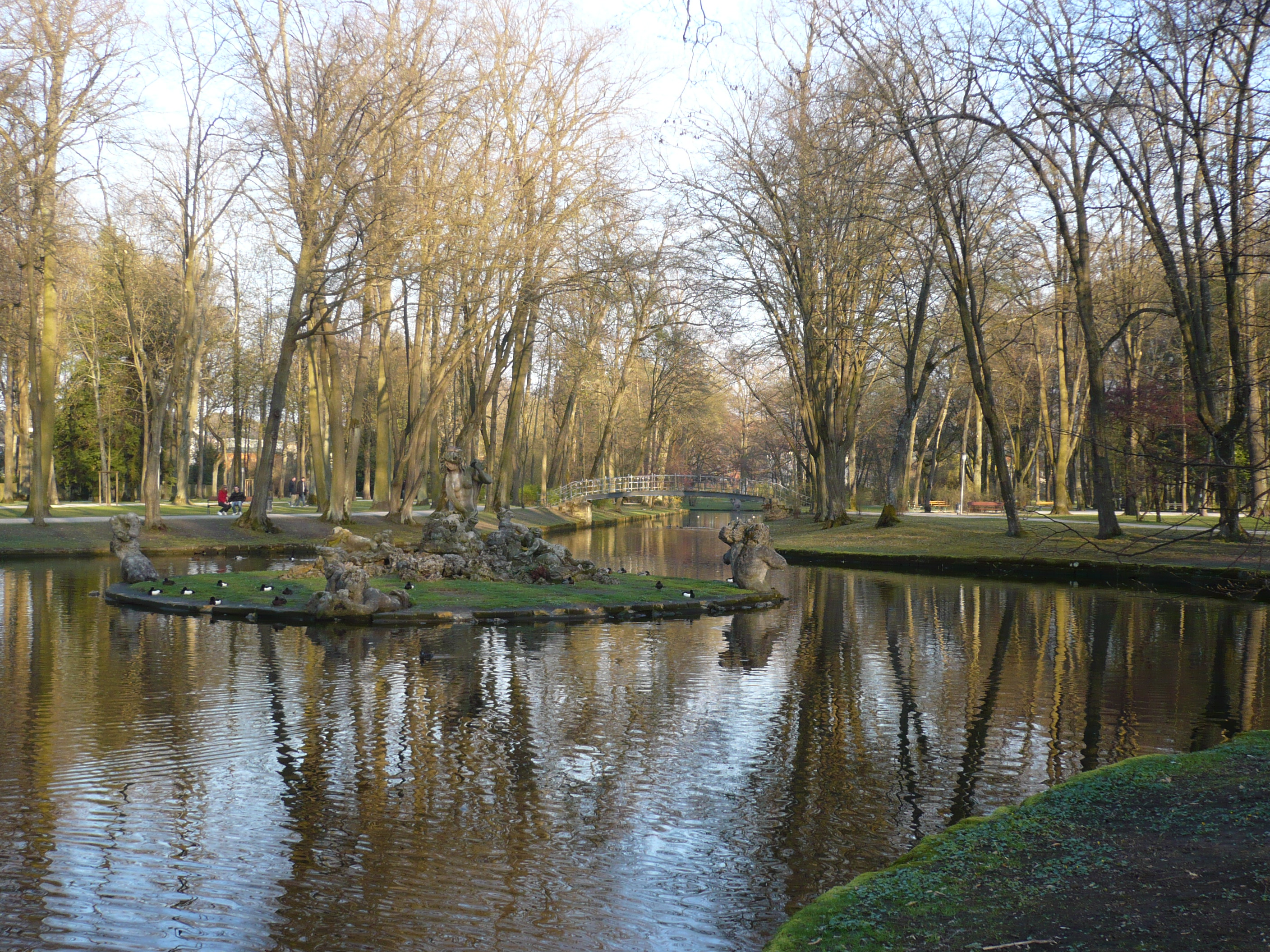
Tappert im Hofgarten

Bereits im Riediger-Plan von 1745 ist der Tappert in der Innenstadt detailliert eingezeichnet. Sein erster Lauf hatte einen Abzweig, der in Höhe des heutigen Sternplatzes die heutige Opernstraße hinab nach Norden abbog. Er existiert nach wie vor unter dem Anwesen Opernstraße 7, ist im Riediger-Plan aber nicht zu finden. Auch geht aus dieser Karte nicht hervor, dass es im Verlauf der heutigen Richard-Wagner-Straße zwei parallele Äste gab, einen im Straßenraum und einen weiteren hinter der südlichen Häuserfront. J. S. König schrieb um 1800: „An der linken Seite des 1741 gepflasterten Rennwegs, (der heutigen Richard-Wagner-Straße), jedoch von den Häusern entfernt, fließt der Tappert von dem Tor (Oberes Tor) herein“.
Der Tappert hat mehrere Funktionen. Er speist nach wie vor den Fischweiher Glasenweiher, früher speiste er auch den größeren Eimersweiher im Bereich der heutigen Wohnsiedlung Neue Heimat. Der Zierkanal im Bayreuther Schlosspark Hofgarten erhält ebenfalls vom Tappert sein Wasser. In der Hauptsache wurde er jedoch als innerstädtischer Abwasserkanal angelegt und genutzt. Zu diesem Zweck hatte man ihn offen über den Marktplatz, einen langgestreckten Straßenmarkt, bis zum Mühltürlein in der westlichen Stadtmauer gebaut, nach deren Querung er in den – damals dort fließenden – Roten Main mündete. Der Geograph und Stadthistoriker Herbert Popp merkt dazu an, es sei zu vermuten, dass der Tappert „zeitweise eher wie eine Kloake roch und wohl weniger ein munter plätscherndes Bächlein war“. Eine weitere wichtige Funktion erfüllte er als Löschwasserreservoir im Brandfall. Bayreuth war in den Jahren 1605 und 1621 von zwei verheerenden Feuersbrünsten heimgesucht worden.
Am Sternplatz zweigt ein Seitenkanal nach Westen ab. Er unterquert die Bebauung zwischen der Ludwig- und der Kanzleistraße und mündet an der Dammallee wieder in den Sendelbach. Ein zweiter Abzweig in südwestlicher Richtung führt durch die Kanzleistraße und folgt dann dem Verlauf der heutigen Kämmereigasse. Die letztgenannte Straße entstand nicht aus einer verkehrlichen Notwendigkeit, sondern wurde erst im Zuge des Baus des Tappert angelegt. Auch in Richtung Frauengasse existierte offenbar einst ein Abzweig.
Die natürlich vernässte Zone im Sendelbachtal südwestlich der Stadtmauer war Vorfluter für die Entwässerung mehrerer Tappertarme. Besonders nach der Gründung einer Holzgasfabrik im Jahr 1852 führte er reichlich Abwässer mit sich. An dieser Stelle befand sich zunächst der Spitalweiher, später der unter dem Markgrafen Friedrich III. angelegte Dammweiher. Ende der 1850er Jahre wurde dieser aufgegeben, heute verläuft dort die Straße Dammallee.
Mittlerweile ist der Tappert weitgehend unterirdisch kanalisiert. Die Zweigkanäle unter dem Markt und der Opernstraße sind funktionslos und trockengelegt. Der heute nachvollziehbare Lauf führt vom Glasenweiher, nach einem Knick an der Dürschnitz, unter der Parkanlage Schützenplatz hindurch zum Hofgarten. Dort bildet der den offenen Zierkanal und speist dessen Seitenarm. Östlich des Neuen Schlosses verschwindet er erneut im Untergrund mündet seit den 1950er Jahren in das Mischwasserkanalsystem. Der alte unterirdische Kanal aus der Markgrafenzeit, der ihn bis dahin an der Wilhelminenstraße in den Sendelbach leitete, ist weitgehend noch vorhanden. Um die in der Kläranlage ankommende Wassermenge zu reduzieren, soll das 60 cm breite und 90 cm hohe Sandsteingewölbe künftig wieder genutzt werden. Hierbei werden Kunststoffrohre durch den alten Tunnel geführt. Im November 2012 waren die Arbeiten noch im Gang.
Beim Umbau des Marktplatzes wurden im Jahr 2010 Reste des einstigen Kanalbetts gefunden, eine Reaktivierung als „Stadtbächlein“ war wegen der tiefen Lage aber nicht möglich. Stattdessen wurde vor der nördlichen Häuserfront eine wasserführende Zierrinne neu geschaffen.

Der Tappert mit Weiher, Wehren und Zierkanal
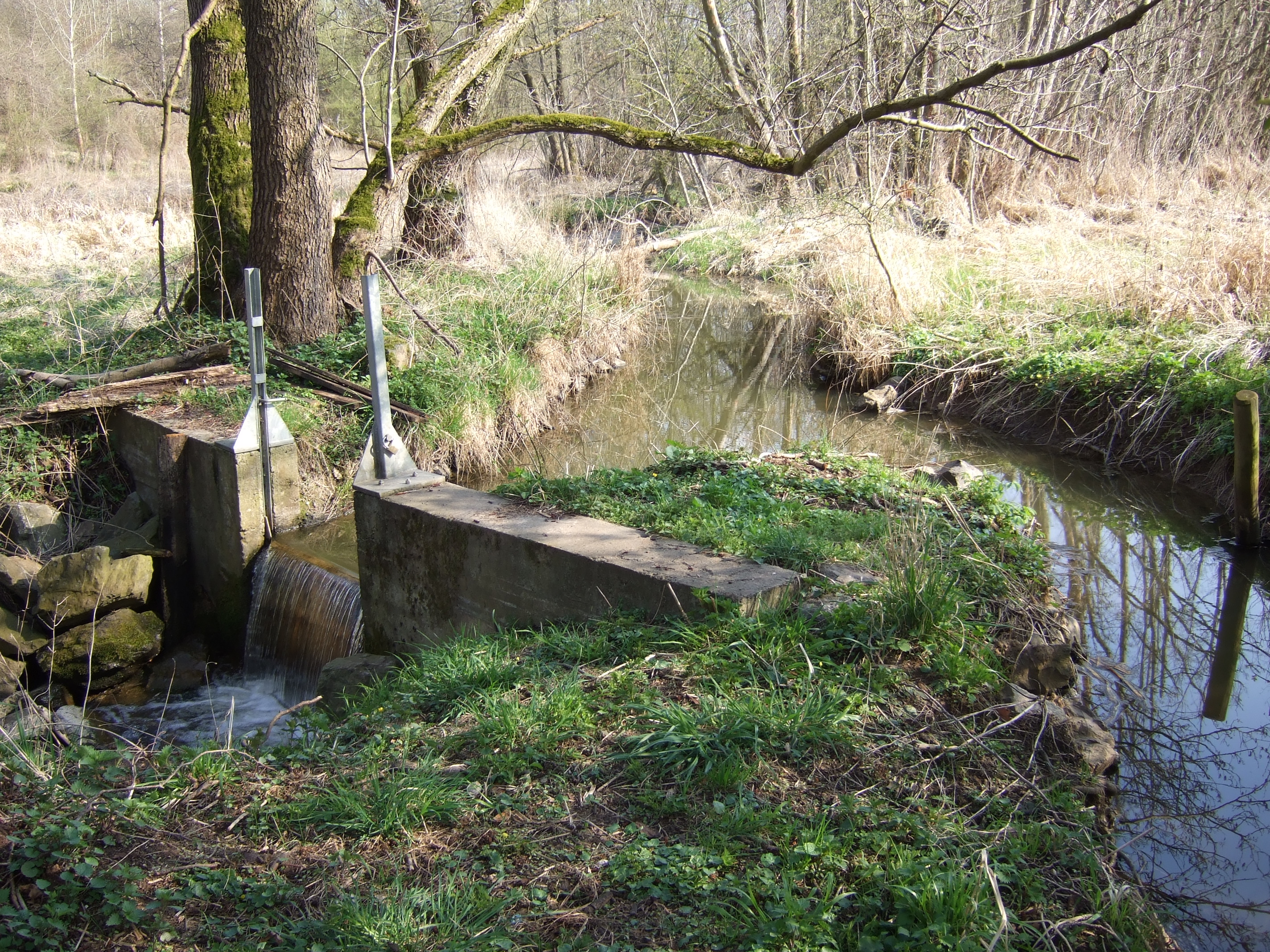
Wehr Tappert – nach links Zulauf zum Hohlmühlweiher
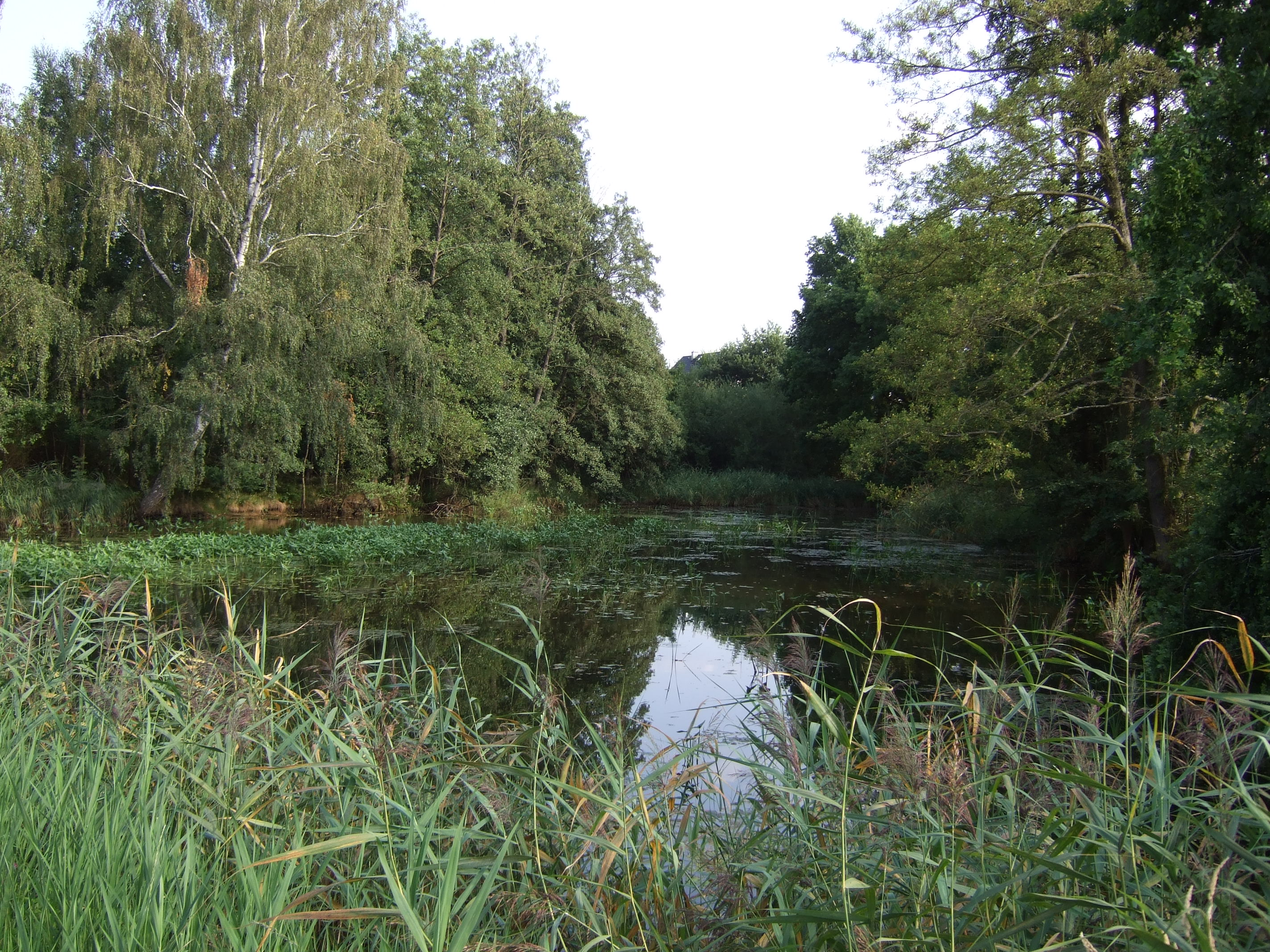
Hohlmühlweiher
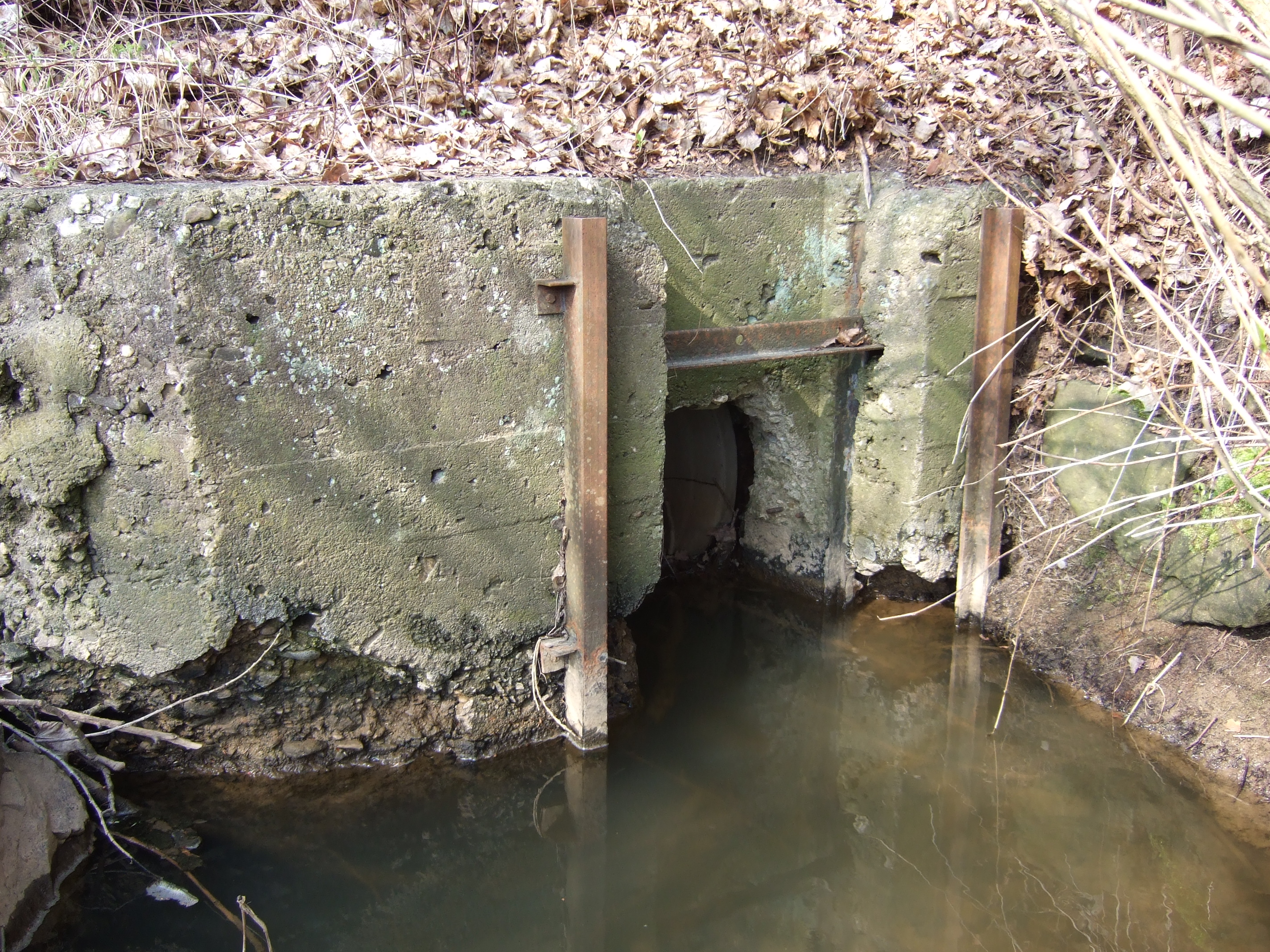
Tappertdurchlass mit Resten eines Wehrs – nach links der Zweig zum Sendelbach nördlich der Hohlmühle
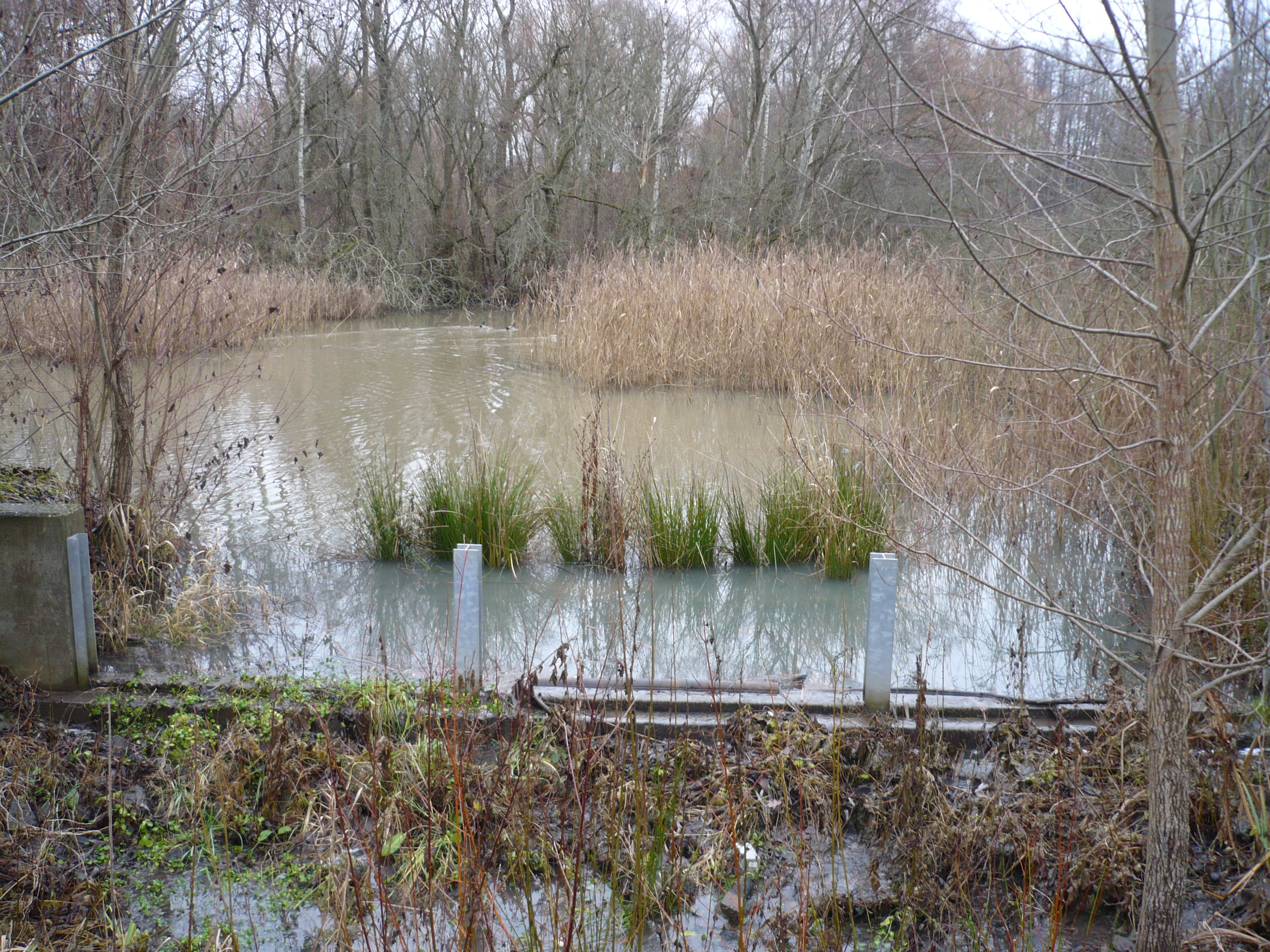
Eines der Wehre am Glasen- oder Kreuzsteinweiher
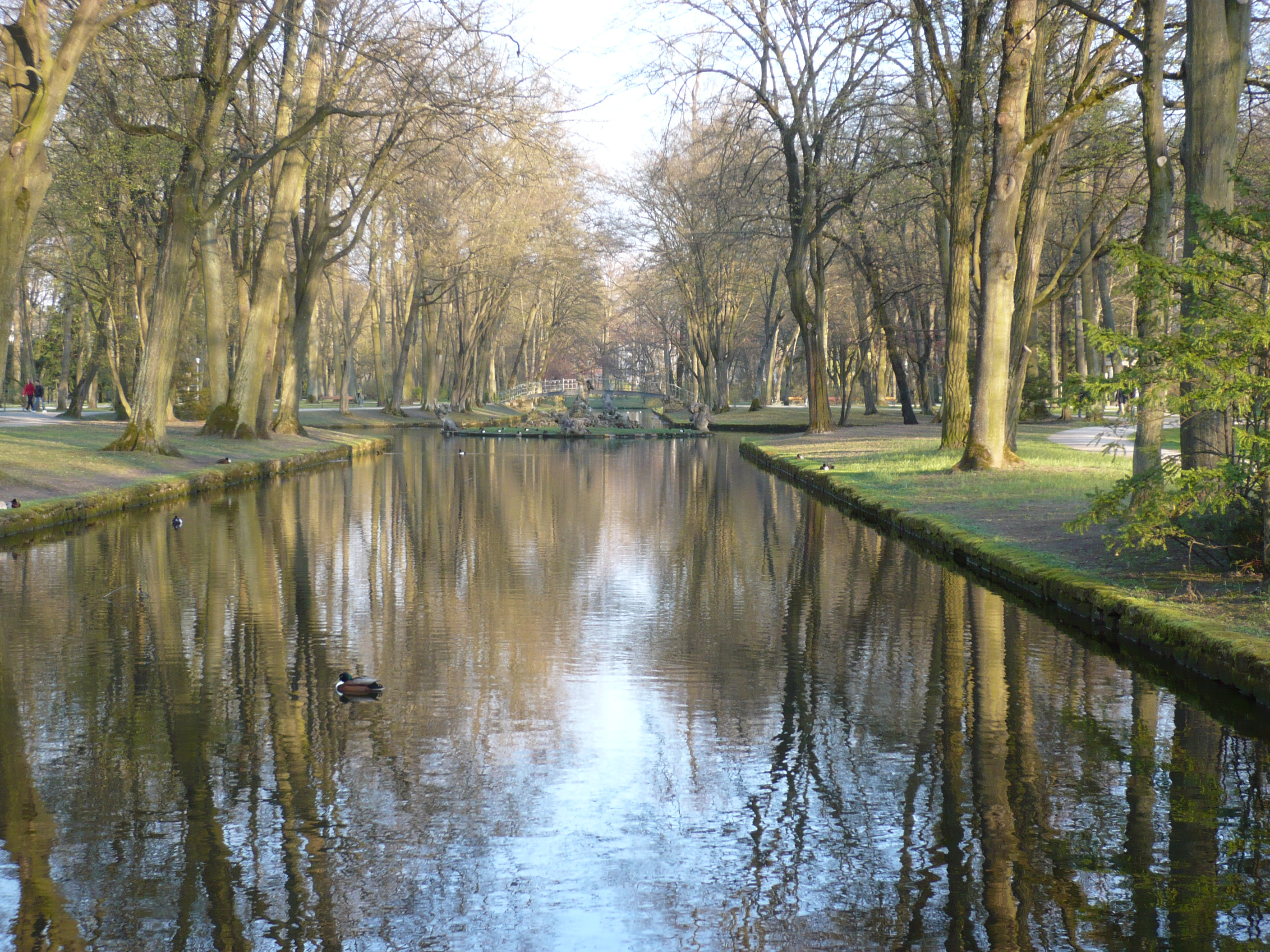
Tappert als Zierkanal im Hofgarten

## Natur und Umwelt
Im August 2018 war der Tappert oberhalb des Kollerweihers ausgetrocknet, auch Anfang August 2019 führten bereits einige Abschnitte kein Wasser mehr.
Im Frühjahr 2023 stufte das in Hof ansässige Wasserwirtschaftsamt den Zustand des Tappert als unbefriedigend ein. Auf der von 1 (sehr gut) bis 5 (schlecht) reichenden Skala der EU-Wasserrahmenrichtlinie erreichte er nur die Note 4.

## Trivia
Der Zulauf des Tapperts zum Zierkanal des Hofgartens verläuft in einem Rohr unterhalb des Geländes des Graf-Münster-Gymnasiums. Durch Verwurzelung war im Januar 2025 der Durchfluss nicht mehr gewährleistet. Das aus einem Zugangsschacht austretende Wasser überflutete die Heizzentrale der Schule, was zu einem mehrtägigen Unterrichtsausfall führte.